# Sultan al-Atrash
Sultan al-Atrash (in arabo سلطان الأطرش‎?, Sulṭān al-Aṭrash; al-Qirayya, 1891 – al-Qirayya, 26 marzo 1982) è stato un rivoluzionario siriano, comunemente noto come Sulṭān Pascià al-Aṭrash, importante leader druso e comandante generale della grande rivoluzione siriana (1925-1927).
Combatté contro gli ottomani, i francesi e anche contro il governo siriano nei momenti della dittatura. Fu una delle figure più influenti della storia siriana e di quella drusa e svolse un ruolo fondamentale in quello che fu il destino del Gebel Druso e della Siria in genere.

## Famiglia
Sulṭān al-Aṭrāsh nacque nel villaggio di al-Qirayya, nel governatorato di al-Suwaydāʾ (a 20 km a sud della stessa cittadina di al-Suwaydāʾ), nella regione di Salkhad, nota per la famosa famiglia druse degli Al Atrash, che aveva nominalmente governato quella regione fin dal 1879. Suo padre, Ḍūqān b. Muṣṭafā b. Ismāʿīl II, fondatore dello sceiccato di al-Ṭarshāniyya, aveva condotto una feroce battaglia contro gli ottomani presso al-Kefr nel 1910, in cui aveva fronteggiato le forze di Sami Pascià al-Faruqi. Fu catturato e poi giustiziato nel 1911. La madre di Sulṭān fu Shaykha al-Atrash.

## Ruolo nella rivolta araba
Sami Passcià usò la forza militare e l'inganno ed ebbe infine successo nell'occupare il Gebel Druso. Inviò centinaia di giovani drusi a combattere nei Balcani, e Sultan fu fra questi. Tuttavia, durante la I guerra mondiale, gli ottomani lasciarono in pace il Gebel Druso perché temevano scoppiassero rivolte. Sultan fu in grado di entrare in contatto con i movimenti panarabi e specialmente con gli ambienti della rivolta araba in Hijaz. Non appena la rivolta partì, egli innalzò il vessillo arabo sulla cittadella di Salkhad e sulla sua stessa abitazione.
Non appena le forze arabe conquistarono Aqaba, egli inviò un migliaio di uomini a raggiungere i ranghi dei combattenti e vi si unì lui stesso alla testa di altri trecento uomini, con i quali conquistò  Bosra. Le sue forze furono le prime ad entrare a Damasco e a innalzare la bandiera araba sulla sede del governatorato il 9 settembre 1918.
Sultan fu buon amico dell'emiro hascemita Faysal, capo delle forze arabe della rivolta e gli fu per questo attribuito il titolo di emiro e generale dell'esercito siriano, equivalente al titolo di pascià. Faysal, più tardi re dell'Iraq, aiutò inoltre molto Sultan durante gli anni del suo esilio.
Il neo-costituito Regno di Siria non sopravvisse a lungo, dal momento che fu occupato dalla Francia dopo la battaglia di Maysalun il 24 luglio 1920. Sultan radunò i suoi uomini per combattere i francesi, ma il rapido susseguirsi degli eventi misero rapidamente fine ai suoi sforzi, dal momento che i francesi entrarono a Damasco e il Paese fu diviso in cinque entità statali diverse, uno dei quali era il Gebel Druso.

## L'incidente Adham Khanjar
Il 7 luglio 1922 i soldati francesi catturarono Adham Khanjar, un ribelle sciita libanese che aveva trovato rifugio nella casa di Sultan mentre questi era via. Khanjar era ricercato per aver tentato d'assassinare il generale Gouraud. Al suo ritorno a casa Sultan domandò il rilascio di Khanjar, ma i francesi rifiutarono. Pochi giorni dopo Sultan e i suoi uomini attaccarono un convoglio francese che essi pensavano fosse utilizzato per trasportare Khanjar, che era stato invece inviato a Damasco con un altro convoglio. I francesi reagirono distruggendo la sua abitazione e ordinando il suo arresto. Sultan era intanto fuggito in Transgiordania e da lì lanciò incursioni contro le postazioni francesi. Egli ritornò in Siria dieci mesi più tardi, dopo essere stato graziato.

## La rivoluzione siriana del 1925-1927

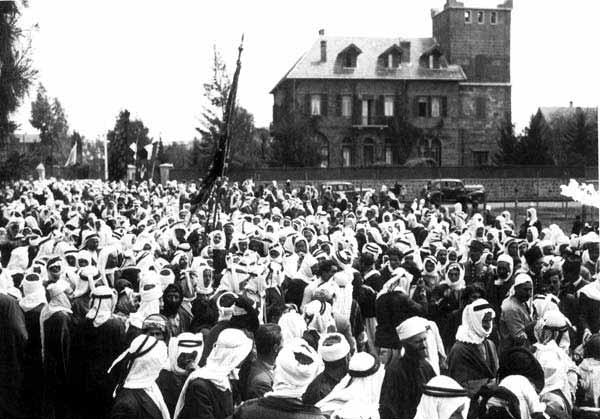
Combattenti drusi pronti a seguire al-Atrash nel 1925

Nel 1925 la rivoluzione scoppiò nella Montagna drusa per coinvolgere l'intera Siria e parte del Libano. Per consenso unanime la guida fu assegnata a Sultan Pascià al-Atrash, Questa rivoluzione è considerata una delle più importanti rivolte contro il mandato francese della Siria perché coinvolse tutta la Siria e perché si ebbero dure battaglie fra i patrioti in rivolta e le forze mandatarie francesi.

## Cause
Una delle cause immediate della rivoluzione fu l'aggressione francese alle tradizioni locali e il pessimo trattamento della popolazione. Le ragioni indirette furono la rabbia drusa per la separazione della Montagna drusa dalla Siria e le cattive condizioni di vita sotto il mandato della Francia.

## Rivoluzione

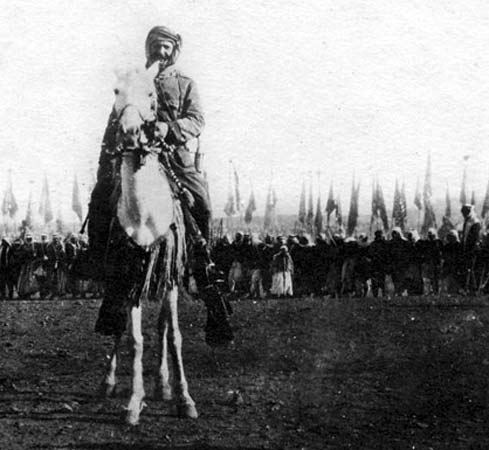
Sultan Pascià al-Atrash, alla testa del suo esercito contro il Mandato della Francia nel
1926.

Il 23 agosto 1925 Sultan Pascià al-Atrash dichiarò ufficialmente l'inizio della rivoluzione contro la Francia e immediatamente Damasco, Homs e Hama avviarono le operazioni belliche. Al-Atrash vinse numerose battaglie ai danni dei francesi all'inizio della rivoluzione: la battaglia di al-Kafir il 21 luglio 1925, la battaglia di al-Mazra'a il 2 agosto 1925 e la battaglia di Salkhad, Almsifarh, Suwayda e altre. Dopo le vittorie dei rivoltosi, la Francia inviò migliaia di soldati in Siria e Libano dal Marocco e dal Senegal, equipaggiate con armi moderne, specie se messe a confronto con i pochi rifornimenti di cui potevano godere i seguaci di al-Atrash.  Ciò alterò notevolmente il corso degli eventi e permise ai francesi di riprendere il controllo di numerosi centri urbani che s'erano uniti ai rivoltosi e che avevano opposto una vivace resistenza alla potenza mandataria fino alla primavera del 1927.
I francesi condannarono a morte Sultan al-Atrash ma egli riuscì a sfuggir loro con i patrioti rivoltosi verso la Transgiordania e fu infine graziato. Più tardi tornò in Siria nel 1937, subito dopo la firma del trattato siro-francese. Ricevette in quell'occasione una grandiosa dimostrazione d'affetto da parte dei siriani.

## Esiti
- Sostituzione dell'alto commissario e degli ufficiali francesi in Siria: l'alto commissario Maurice Sarrail fu sostituito da Mesio (de Jouvenal), dopo che i rivoltosi ebbero attaccato Palazzo al-Azm a Damasco

- Damasco fu bombardata duramente e un intero quartiere della città andò a fuoco.
- La Francia inviò uno dei suoi più promettenti leader, il generale Gamlan, dopo il rafforzamento dei rivoltosi in seguito alle loro vittorie.
- Riunificazione della Siria dopo che essa era stata divisa in quattro piccole entità: Damasco, Aleppo, la Montagna Alawita e il Gebel Druso
- I francesi riconobbero le elezioni vinte dall'opposizione, guidata da Ibrahim Hanano e Hashim al-Atasi

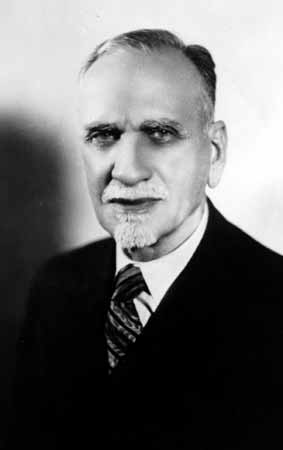
Hāshim Bey al-Atāsī

## Ruolo dopo la rivoluzione
Al-Atrash partecipò attivamente alla Intifada dell'indipendenza del 1945, che realizzò l'indipendenza del Paese. Nel 1948 egli si fece parte attiva perché si realizzasse un esercito arabo unificato per la liberazione della Palestina. Centinaia di giovani volontari partirono per partecipare alla guerra del 1948, scoppiata dopo l'auto-proclamazione di Israele.
Durante la dittatura di Adib Shishakli, al-Atrash subì numerosi fastidi a causa della sua opposizione alla politica condotta da quel governo militare. Lasciò la Montagna drusa ancora una volta, per la Giordania nel dicembre del 1954. Tornò in patria non appena cadde il regime di Adib Shishakli.
Al-Atrash appoggiò il progetto panarabo fra Egitto e Siria nel 1958 che sfociò nella creazione dell'effimera Repubblica Araba Unita e rifiutò recisamente di dichiararsi favorevole al processo di separazione che fu avviato nel 1961. Al-Atrash è anche noto per i suoi generosi contributi finalizzati allo sviluppo della vita sociale ed economica della Montagna drusa.

## Popolarità di al-Atrash
Sultan Pascià al-Atrash è stato uno dei leader più popolari della storia araba, di quella siriana più specificatamente e di quella drusa in particolare.
Le imprese di al-Atrash portarono ad innalzargli nel Gebel Druso numerosi monumenti e statue e le sue foto sono presenti in numerose piazze e in ancor più numerose abitazioni private e pubbliche. Al-Atrash è anche ricordato abbondantemente nel folklore locale, in poesie e in canzoni popolari ed è considerato dai drusi simbolo di patriottismo, di coraggio e di laicismo.
A tal fine sarà utile ricordare che:
- al-Atrash è noto per il suo secolarismo, ben espresso dal suo slogan "La religione è per Dio, la patria è per tutti" (al-dīn li-llāh wa al-waṭan li-l-jamīʿ), che egli espresse nel corso della rivoluzione siriana contro la Francia e che fu ben intesa dai patrioti di qualsivoglia fede religiosa. I suoi discorsi e i suoi scritti furono completamente assenti di simbologie religiose;
- al-Atrash respinse con energia l'offerta francese di indipendenza per il solo Gebel Druso; egli pretendeva in cambio l'unità nazionale siriana;
- lo stile di vita di al-Atrash era improntato alla semplicità e all'umiltà materiale;
- al-Atrash rifiutò di accettare qualsiasi incarico politico dopo l'indipendenza della Siria nel 1946.

Il presidente Gamal Abdel Nasser onorò Sultan Pascià al-Atrash, nel corso dell'esperienza unitaria siro-egiziana che dette vita alla Repubblica Araba Unita con la più alta onorificenza della RAU, nel corso della sua visita alla provincia drusa di al-Suwayda.
Nel 1970, il presidente siriano Hafiz al-Asad onorò il principe Sultan Pascià al-Atrash per il suo storico ruolo assolto nel corso della rivoluzione siriana.

## Morte
Sultan Pascià al-Atrash morì il 26 marzo 1982 di infarto cardiaco.
Alle sue esequie prese parte più di un milione di persone e il presidente della Repubblica Araba Siriana Hafiz al-Asad scrisse una sua lettera personale in cui rendeva omaggio ad al-Atrash, definito comandante generale della rivoluzione siriana.